# Рупертус, Уильям Генри
Уильям Генри Рупертус (англ. William Henry Rupertus; 14 ноября 1889 года,Вашингтон, США — 25 марта 1945 года, Куантико, Виргиния, США) — генерал-майор Корпуса морской пехоты США. Принимал участие в двух мировых войнах. Во Второй мировой войне Рупертус командовал 1-й дивизией морской пехоты, которая принимала участие в битве за мыс Глостер и битве за Пелелиу.

## Биография
В 1907 году Уильям окончил среднюю школу и начал службу в Национальной гвардии США в округе Колумбия, где служил до 1910 года. 28 апреля 1910 года он становится кадетом таможенной школы США (ныне Академия береговой охраны США), где учился до 1913 года. Он мечтал стать капитаном куттера в Службе таможенных катеров США (ныне Береговая охрана США). 18 июня 1913 года он уволился из Службы таможенных катеров США.
В ноябре 1913 года начал службу в корпусе морской пехоты США. В 1915 году закончил офицерскую школу морской пехоты. После окончания школы служил в морской пехоте и участвовал в соревнования по стрельбе, а также получил нагрудной знак за отличную стрельбу. Затем служил на корабле USS Florida, до вступления США в Первую мировую войну в 1917 году. Во время войны он был командирован в Королевский военно-морской флот Великобритании. После войны он получил звание капитана и был направлен в Порт-о-Пренс (Гаити), где получил бесценный опыт боевых операций в джунглях.
В 1924—1925 годах он учился в полевой школе офицеров, а затем в Командно-штабном колледже армии США. В 1929 году Уильям командовал отрядом морской пехоты, который располагался в Пекине (Китай). В 1937 году получил звание подполковника и командовал батальоном 4-го полка морской пехоты в Шанхае (Китай). После возвращения из Китая он командовал базой морской пехоты в Вашингтоне, затем базой в заливе Гуатанамо (Куба), а позже базой в Сан-Диего (Калифорния). В 1941 году был назначен заместителем командира 1-й дивизией морской пехоты.
7 августа 1942 года Рупертус командовал десантом во время битвы за Тулаги, Гавуту и Танамбого, которая произошла на Соломоновых островах на начальном этапе битвы за Гуадалканал. В июле 1943 года он становится командиром 1-й дивизией морской пехоты. Уильям Рупертус руководил дивизией во время битвы за мыс Глостер и в битве за Пелелиу.
В ноябре 1944 года генерал-майор Рупертус стал комендантом школы морской пехоты в Куантико (Вирджиния). 25 марта 1945 года он умер от сердечного приступа и похоронен на Арлингтонском национальном кладбище.

## Награды
- Крест Военно-морских сил (США)
- Медаль «За выдающуюся службу» (ВМС США)
- Медаль «За выдающуюся службу» (Армия США)
- Президентская награда
- Экспедиционная медаль Корпуса морской пехоты
- Медаль Победы в Первой мировой войне
- Медаль «За службу на Гаити»
- Медаль «За службу в Китае»
- Медаль «За Американскую кампанию»
- Медаль «За Азиатско-тихоокеанскую кампанию»
- Медаль Победы во Второй мировой войне

## Примечание
1. ↑  https://www.tracesofwar.com/persons/33154/Rupertus-William-Henry-Bill.htm
2. ↑  William Rupertus - Recipient - (англ.). valor.militarytimes.com. Дата обращения: 21 января 2020. Архивировано 18 марта 2022 года.
3. 1 2  William Henry Rupertus, Major General, United States Marine Corps. www.arlingtoncemetery.net. Дата обращения: 21 января 2020. Архивировано 19 ноября 2011 года.